# Guido Bentivoglio
Pour les articles homonymes, voir Bentivoglio (homonymie).
Guido Bentivoglio, né le 4 octobre 1577 à Ferrare et mort le 7 septembre 1644 à Rome, est un cardinal de l'Église romaine, historien et homme politique italien, fils du marquis de Gualtieri Cornelio Bentivoglio et d'Isabella Bendidio.

## Biographie
Après avoir fait d’excellentes études dans l’université de sa patrie, il les continuait dans celle de Padoue. Il se distingua, jeune encore, par ses qualités de diplomate dans l’affaire de Ferrare, en favorisant la paix entre César d'Este et Clément VIII en 1598. Sa carrière fut alors très rapide. Clément VIII le nomma son camérier secret, Paul V, référendaire, archevêque titulaire de Colosses (de) et nonce en Flandre (en), en 1607. Il y demeura neuf ans, et fut nommé nonce en France en 1617, en remplacement du cardinal Roberto Ubaldini. Ses qualités intellectuelles et morales impressionnèrent Louis XIII au point que ce prince le choisit pour défendre les intérêts de la France à la cour de Rome, où il devint titulaire de la chaire de l’église Saint-Jean-de-la-Porte-Latine de 1621 à 1622. Il fut nommé cardinal le 11 janvier 1621. Bientôt il devint le confident le plus intime d’Urbain VIII, qui lui donna l’évêché de Palestrina en 1641. Ce pape étant mort en 1644, on crut assez généralement que le cardinal Bentivoglio serait son successeur ; mais, à peine entré au conclave, il mourut lui-même d’une fièvre causée, dit-on, par l’excès des chaleurs, le 7 septembre de cette même année. Il fut enterré, sans aucune pompe, dans l’église des théatins de St-Silvestre ; il avait lui-même prescrit cette simplicité pour ses funérailles, à cause du désordre où étaient ses affaires. Il mourait chargé de dettes, et, pour en acquitter une partie, il avait été forcé, peu de temps auparavant, de vendre à Rome son propre palais.
En 1622, il commanda son portrait à van Dyck, et en 1653, celui-ci fut offert à Ferdinand II de Médicis par un membre de la famille. Saisi par l'armée napoléonienne en 1799, il a été restitué en 1815.

## Succession apostolique
Guido Bentivoglio a ordonné les évêques suivants :
- Évêque Guillaume du Vair (1618)
- Évêque Michel Raoul de La Guibourgère (1618)
- Évêque François Lefèvre de Caumartin (1618)
- Archevêque Claude de Rebé (1622)
- Évêque Michael Dalmeras (1623)
- Cardinal Bernardino Spada (1623)
- Évêque Scipione Tancredi (it) (1624)
- Évêque Alderano Bellati (1624)
- Évêque Paolo Coccapani (en) (1625)
- Évêque John Roche (en) (1627)
- Évêque Placido Padiglia (en), O.S.B.Cel. (1627)
- Évêque Costantino Testi (it), O.P. (1628)
- Évêque Federico Sandri Trotti (it) (1628)
- Évêque Alessandro Rangoni (it) (1628)
- Évêque Patrick Comerford, O.S.A. (1629)
- Évêque Alvise Marcello, C.R.S. (1635)
- Archevêque Sebastiano Pisani (en) (1639)

## Œuvres
- Relazioni del card. Bentivoglio in tempo delle sue nunziature di Fiandra e di Francia, date in luce da Ericio Puteano (Henri Dupuy), Anvers, 1629, in-4°, Cologne, 1630, in-4° ; Paris, 1631, in-4° ; traduites en anglais par Henry Carey, comte de Monmouth, Londres, 1652, in-fol., et en français par le P. Pierre Gaffardi, Paris, 1642, in-4°.
- Della Guerra di Fiandra, 1re partie, en 8 livres, Cologne, in-8° ; la même en 10 livres, ibid., 1633, in-4° ; 2e partie, en 6 livres, Cologne, 1636, in-4° ; 3e partie en 8 livres, Cologne, 1639, in-4°. Cette édition, datée de Cologne, mais que l’on croit faite Rome, est regardée comme la meilleure. Il en fut fait une autre sous la même date, en 3 vol. in-8°, 1635, 1636 et 1640 ; réimprimée ensuite plusieurs fois, traduite en anglais par le comte de Monmouth, Londres, 1654, in-fol. ; en espagnol par le P. Basile Varen, Madrid, 1643, in-fol. ; et en français par Antoine Oudin, Paris, 1634, in-4°, et par l’abbé Loiseau, chanoine d’Orléans, Paris, 1769, 4 vol. in-12.
- Raccolta di lettere scritte in tempo delle sue nunziature di Fiandra et di Francia, Cologne, 1631, in-4° ; Paris, 1635, et Venise, 1636, in-4°, etc. ; traduites en français par Veneroni, et souvent réimprimées en France avec le texte italien. Biagioli a donné une bonne édition du texte seul, avec des notes grammaticales et philologiques en français, Paris, P. Didot aîné, 1807, in-12, réimprimé en 1819.
- Memorie, ovvero Diario del cardinal Bentivoglio. Il écrivit ces mémoires en 1642, et seulement pour son plaisir, comme il le dit dans sa préface ; il y raconte ce qu’il voulait que la postérité sût de sa vie : ils ne furent imprimés qu’après sa mort, Amsterdam, 1648, in-8° ; Venise, même année, in-4°. Valdory en avait fait une traduction française qui n’a point été imprimé : l’abbé de Vayrac s’en servit pour faire la sienne, publiée à Paris, 1713, 2 vol. in-12. Tous ces ouvrages, à l’exception des Mémoires, ont été imprimés ensemble, Paris, 1645, in-fol., et réimprimés en apparence, ibid., 1648, in-fol. ; mais ce n’est que la même édition, avec un nouveau frontispice : ils l’ont été de nouveau, avec les mémoires, Venise, 1668, in-4°.

## Sources
- « Guido Bentivoglio », dans Louis-Gabriel Michaud, Biographie universelle ancienne et moderne : histoire par ordre alphabétique de la vie publique et privée de tous les hommes avec la collaboration de plus de 300 savants et littérateurs français ou étrangers, 2e édition, 1843-1865 [détail de l’édition]
- Marie-Nicolas Bouillet  et Alexis Chassang (dir.), « Guido Bentivoglio » dans Dictionnaire universel d’histoire et de géographie, 1878 (lire sur Wikisource)